# 機動戦士ガンダム 宇宙のイシュタム
『機動戦士ガンダム 宇宙のイシュタム』（きどうせんしガンダム そらのイシュタム）は、飯田馬之介の漫画。ガンダムシリーズ専門誌「ガンダムエース」に連載された。

## 概要
アニメ『機動戦士ガンダム』の冒頭のスペースコロニーの落着は、作品の象徴的なシーンとして有名であるが、この作戦の詳細については書籍『ガンダムセンチュリー』で概要が綴られて以降、ほとんど直接的に語られたことがなかった。本作品はそれを題材に一年戦争初頭のブリティッシュ作戦を描いた物語である。
ストーリーは緊迫感のある白兵戦が主になっており、SF考証やミリタリー知識を活かした細やかな描写が見所といえる。毒ガス注入による大量虐殺と、かつ地球に落下中のコロニー内部という過酷な状況下から繰り広げられるストーリーは、「ガンダムエース」掲載作品の中でも異彩を放つハードな作風となった。また、ブリティッシュ作戦に使用されたサイド2・1バンチ「アイランド・イフィッシュ」は、3つに分解して地球に落着したがその理由も本作で明らかとなる（従来の設定では大気圏突入後に分解したが、本作では大気圏突入前に3つに分解しそれぞれが突入した）。
作者の飯田はOVA『機動戦士ガンダム 第08MS小隊』の後期の監督を務めており、ブリティッシュ作戦に巻き込まれた設定のあるシロー・アマダも本作で登場する。なお、同作者の漫画『機動戦士ガンダム第08MS小隊 U.C.0079+α』は、本作品の設定を引き継いで描かれている。

## あらすじ
サイド2に進むジオン公国軍のムサイを追跡していた地球連邦軍のマゼラン級戦艦トータチスは、ジオン公国の宣戦布告と同時に先制攻撃をうけ、コロニー「アイランド・イフィッシュ」内に不時着する。しかしコロニー内部で彼らの見たのは毒ガスによって住民が全滅した風景だった。やがて、ジオン軍の狙いがアイランド・イフィッシュの地球への落下だということに気付き、トータチスに装備されていた核弾頭（水素爆弾）でコロニーを破砕しようとする。
それに対して、トータチスを追撃して偶然このコロニーの惨状を目の当たりにしてしまったザク小隊が、コロニーを制圧していた友軍に口封じを命じられ死闘を演じる。

## 登場人物

### 地球連邦軍
ナダ・チノミ
連邦軍中尉。トータチス兵器部所属。サイド3出身だが、ジオニストの父親に対する反発から、地球連邦軍の士官学校に入った変り種。首席で卒業した優秀な軍人であるが、サイド３出身という出自が要因で出世を阻まれ中尉止まりとなっている。ジャブローにすむ妻子の命を守るために、コロニー落とし阻止に奮戦する。この作品の主人公の一人。
イライザ・オロマ
連邦軍中佐。マゼラン級戦艦トータチス艦長。ジオン軍による奇襲を受け、艦と多くのクルーを失いながらも、「アイランド・イフィッシュ」内部にて、乏しい残存戦力でジオン軍に抵抗する。指揮、戦闘能力ともに優れた女傑である。また洞察力も高く、ジオンの目的がコロニー落としによるジャブロー攻撃だといち早く気づいた。
若い頃は美人だった模様。
ケイモス・サト
連邦軍曹長。トータチス兵器部所属。ナダの部下である女性軍人。
フュゼ
連邦軍少佐。トータチス副長。
シロー・アマダ
連邦軍士官候補生。サイド2出身で、休暇中に滞在していた際にジオン軍のブリティッシュ作戦に巻き込まれる。「アイランド・イフィッシュ」に潜入したナダ達と合流し、シローも作戦に参加する。『機動戦士ガンダム 第08MS小隊』の主人公。

### ジオン公国軍
エリザ・ヘブン
ジオン軍伍長。ムサイ級巡洋艦チェール所属ストレット小隊所属のMSパイロット。ザクIに搭乗。大きい胸と脹脛まで届く長い金髪の持ち主。アステロイドベルト出身で事故により家族を失い、連邦政府からの重税に耐え切れずジオン公国に身柄を買われ軍人となる。首に巻きつくほどの長髪を持つエリザの姿をみたナダからはマヤ神話の死の女神「イシュタム」と呼ばれる。以後二人はライバルとなり、コロニー落としをめぐって死闘を繰り広げる事になる。主人公の一人。
ストレット
ジオン軍少尉。ストレット小隊の隊長。ザクIに搭乗。同性愛者であり、そのことを公言している。部下であるエリザを含め、誰に対しても敬語で話すが、本質は冷徹な軍人であり、シビアな現実主義者である。
切れ者で状況判断力にも恵まれているがコロニー落としを巡る戦いで片腕を失ってしまう。

## 備考
- 当初の構想では『機動戦士ガンダム 第08MS小隊』のキャラクターのトップが主人公になる予定であった。物語終盤で彼女と思われる女性が登場しその名残が見える（なお、同じくトップ小隊のデルも登場する）。